# Karibischer Scharfnasenhai
Der Karibische Scharfnasenhai (Rhizoprionodon porosus) ist eine Art der Scharfnasenhaie (Rhizoprionodon) innerhalb der Requiemhaie (Carcharhinidae). Die Art ist in den tropischen Gewässern der Karibik und den Küsten Mittel- und Südamerikas verbreitet.

## Aussehen und Merkmale
Der Karibische Scharfnasenhai ist ein mittelgroßer Hai mit einer durchschnittlichen Körperlänge von etwa 80 cm und einer Maximallänge von über 110 Zentimetern. Er hat eine braune bis grau-braune Körperfarbe, die manchmal mit helleren Flecken durchsetzt ist, und eine weiße Bauchregion ohne Musterung. Die Ränder der Flossen sind heller gefärbt. Die Schnauze ist lang und das Maul von unten betrachtet breit parabolisch, die Augen sind groß und befinden sich relativ weit oben am Kopf. Die Nasenlöcher sind schmal und langgezogen, zudem besitzt die Art relativ lange Labialfalten.
Er besitzt eine Afterflosse und zwei Rückenflossen. Dabei ist die erste Rückenflosse deutlich größer als die zweite und liegt leicht vor oder über den freien Enden der Brustflossen während die zweite erst hinter der Analflosse entspringt. Die Analflosse ist etwas größer als die zweite Rückenflosse. Die Schwanzflosse besitzt einen verhältnismäßig kurzen unteren und langen oberen Lobus mit deutlichem Endlappen. Wie alle Arten der Gattung besitzen die Tiere fünf Kiemenspalten und haben kein Spritzloch, die 4. und 5. Kiemenspalte befinden sich oberhalb des Brustflossenansatzes.

## Lebensweise
Der Karibische Scharfnasenhai ist eine Flachwasserart, über dessen Lebensweise kaum Informationen vorliegen. Er ernährt sich räuberisch vor allem von verschiedenen Fischen, Krebstieren, Schnecken und Tintenfischen. Die Haie sind wie die verwandten Arten lebendgebärend und bilden eine Dottersack-Plazenta aus (plazental vivipar). Die drei bis fünf Jungtiere kommen nach einer Tragzeit von etwa 10 bis 11 Monaten mit einer Länge von etwa 31 bis 39 cm zur Welt; in Brasilien liegt die Geburtszeit im späten Frühjahr bis Sommer. Mit einer Körperlänge von etwa 60 cm sind die Männchen und bei etwa 80 cm die Weibchen geschlechtsreif.

## Verbreitung

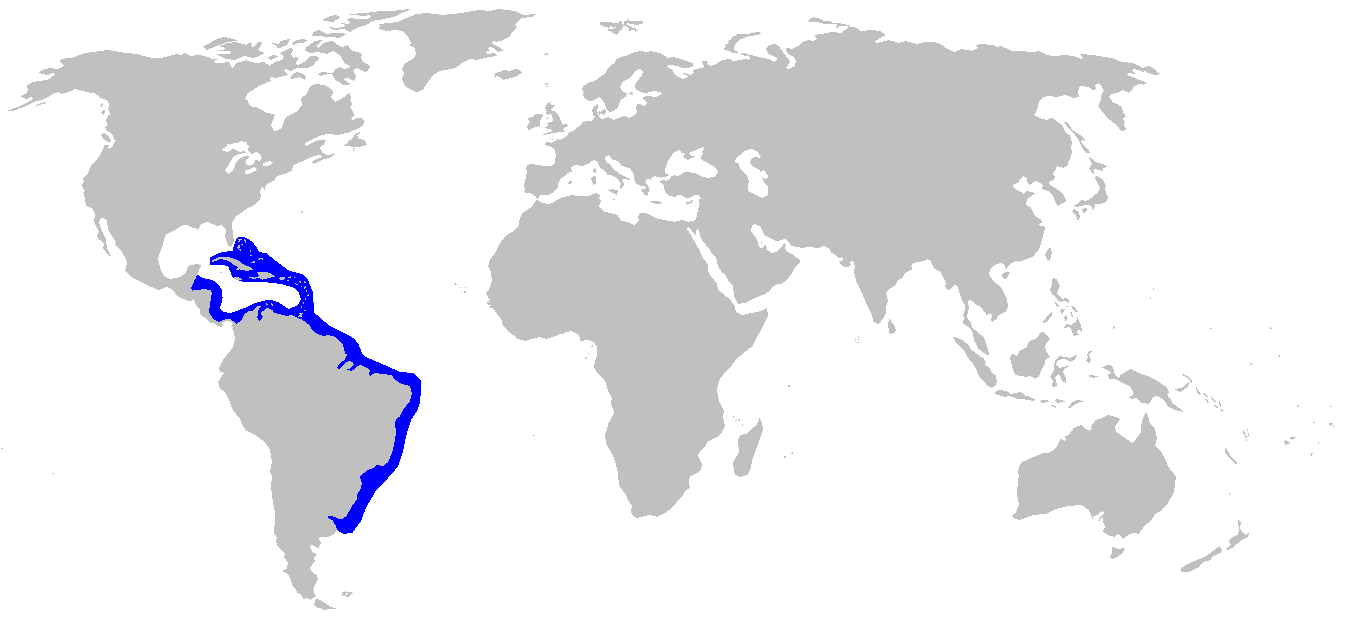
Verbreitungsgebiete des Karibischen Scharfnasenhais

Der Karibische Scharfnasenhai in den tropischen Gewässern der Karibik und den Küsten Mittel- und Südamerikas verbreitet. Sein Lebensraum befindet sich im Bereich des Kontinentalschelfs in Bereichen von der Küste bis zu Wassertiefen von 500 Metern.